# Nathan Beaulieu
Nathan Beaulieu, född 5 december 1992, är en kanadensisk professionell ishockeyspelare som spelar för Pittsburgh Penguins i NHL.
Han har tidigare spelat på NHL-nivå för Winnipeg Jets, Buffalo Sabres och Montreal Canadiens och på lägre nivåer för Hamilton Bulldogs i AHL och Saint John Sea Dogs i QMJHL.

## Spelarkarriär

### NHL

#### Montreal Canadiens
Han draftades i första rundan i 2011 års draft av Montreal Canadiens som 17:e spelare totalt.
Canadiens skrev ett treårigt entry level-kontrakt med honom den 30 maj 2012 till ett värde av 3,825 miljoner dollar och tecknade en kontraktsförlängning på två år, värd 2 miljoner dollar, den 13 juni 2015.

#### Buffalo Sabres
Den 17 juni 2017 tradades han från till Buffalo Sabres i utbyte mot ett draftval i tredje rundan i 2017 (Scott Walford).
Beaulieu skrev på ett tvåårskontrakt värt 4,8 miljoner dollar med Sabres den 31 juli 2017.

#### Winnipeg Jets
Han tradades den 25 februari 2019 till Winnipeg Jets i utbyte mot ett draftval i sjätte rundan 2019.